# Gisors
Gisors è un comune francese di 12 375 abitanti situato nel dipartimento dell'Eure nella regione della Normandia.

## Società

### Evoluzione demografica
Abitanti censiti

## Monumenti e luoghi d'interesse

### Architetture religiose

#### Collegiata dei Santi Gervasio e Protasio

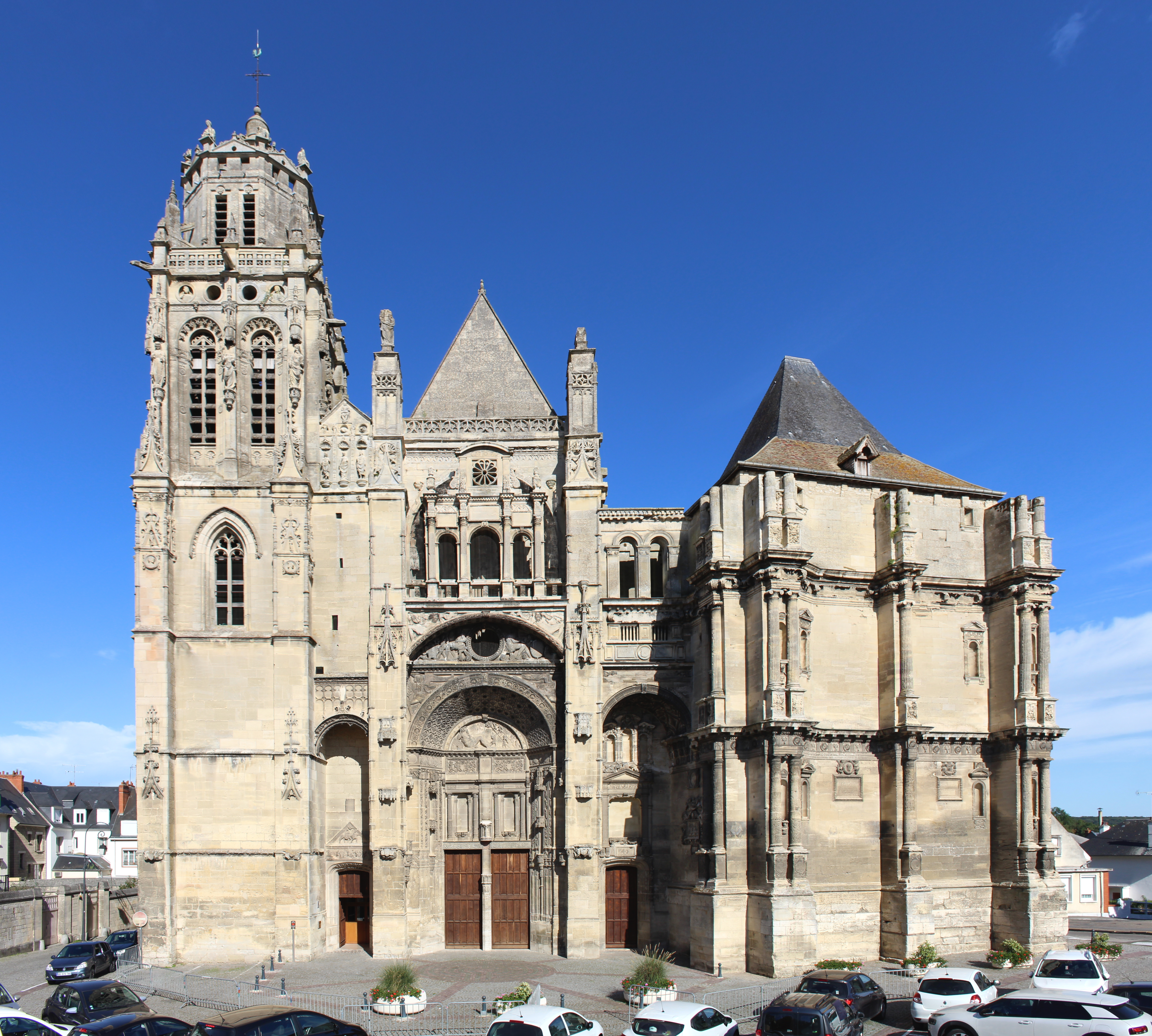
Collegiata dei Santi Gervasio e Protasio

La collegiata dei Santi Gervasio e Protasio è la chiesa principale della parrocchia di Gisors-Vallée d'Epte, nella Diocesi di Évreux.

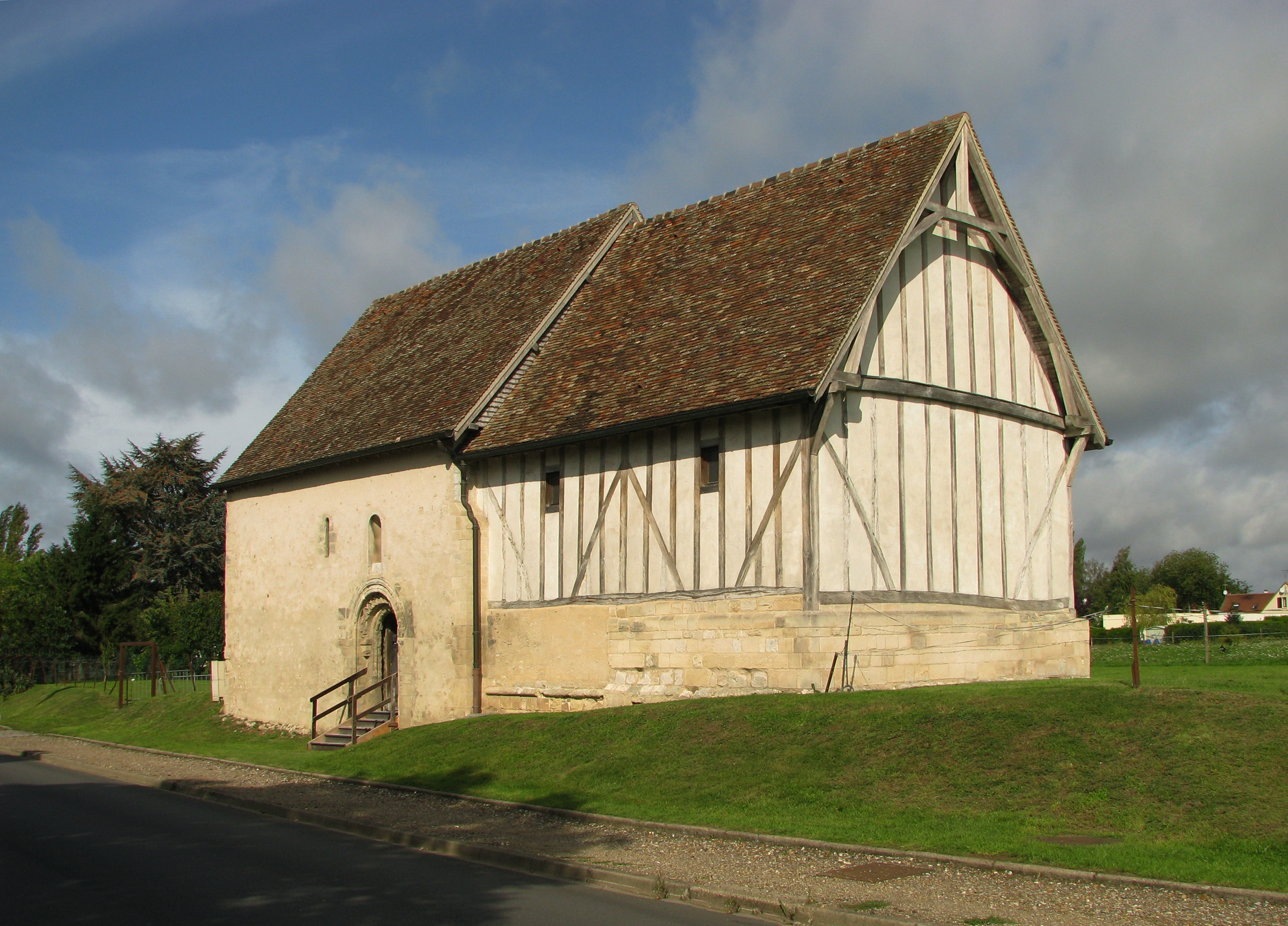
Cappella di Saint-Luc

Consacrata da papa Callisto II, la sua navata venne distrutta da un incendio e ricostruita nel 1160. Grazie al finanziamento della regina Bianca di Castiglia nel 1249 fu consacrato un coro gotico.
È stata concepita secondo il modello di Chartres, con un alzato su tre livelli: grandi arcate, triforio e alte finestre traforate a oculi.
Grazie ai finanziamenti di confraternite di beneficenza e di corporazioni delle arti e mestieri, la chiesa subì numerose trasformazioni a partire dalla fine del XV secolo, con l'aggiunta di cappelle radiali e di un deambulatorio all'altezza del coro.
Affidati poi alla famiglia Grappin, architetti del Vexin, i lavori proseguirono nel XVI secolo con la ricostruzione delle cappelle della navata centrale e delle navate laterali in stile gotico fiammeggiante poi della facciata decorata con motivi rinascimentali.
Due vetrate furono realizzate dal maestro vetraio Romain Buron prima del 1555.
All'interno è presente una scala a chiocciola caratteristica del Rinascimento; all'esterno, l'incompiuta Grosse Tour (1542-1590) alterna ordini architettorici dorici e ionici.
Dopo aver subito significativi danni il 6-8 giugno 1940, è stata pazientemente restaurata.
La collegiata dei Santi Gervasio e Protasio è classificata Monumento storico dal 1840.

#### Cappella di Saint-Luc
È ciò che rimane del lebbrosario di Saint-Lazare, fondato nel 1210 da Jean de Gisors.
Molto semplice nella pianta, è costituita da due parti rettangolari: una in blocchi di pietra calcarea, l'altra, leggermente più stretta, in graticcio, per una superficie totale di circa 110 m². 
A metà del XV secolo, quasi scomparsa la lebbra, venne affittata a un cittadino di Gisors e il ricavato destinato ad aiutare i bisognosi della città. Venne convertita in fienile negli anni della Rivoluzione francese e venduta al comune di Gisors nel 1967.
Dal 1999 il pittore contemporaneo Dado ha lavorato alla realizzazione di un dipinto raffigurante il Giudizio universale destinato a decorare l'abside dell'edificio.
È stato classificato Monumento storico nel 1992.

### Architetture civili

#### Castello di Boisgeloup
Ricostruito nel XVIII secolo, il castello di Boisgeloup si sviluppa su tre piani ed è circondato da un parco di circa 12 ettari.
Venne acquistato da Pablo Picasso nel giugno 1930, che lo attrezzò come atelier e come residenza per sua moglie Ol'ga Chochlova e per il loro figlio Paulo, ma quando Olga stava a Parigi, ospitava la sua amante Marie-Thérèse Walter.
A Boisgeloup Picasso sviluppò la sua arte in uno stile più astratto, sperimentò le grandi sculture e realizzò le acqueforti della serie Suite Vollard.
Nel 1975 la proprietà della tenuta di Boisgeloup passò a Bernard Ruiz-Picasso, figlio di Paulo e nipote dell'artista.
Nel 2002 Bernard Ruiz-Picasso e sua moglie Almine Rech, gallerista, costituirono la Fundación Almine y Bernard Ruiz-Picasso para el Arte (FABA) per portare avanti l'eredità di Picasso e nel 2012 aprirono al pubblico il castello e lo studio di Picasso, inaugurando la mostra d'arte contemporanea Un soir à Boisgeloup. L'atelier de Pablo Picasso.

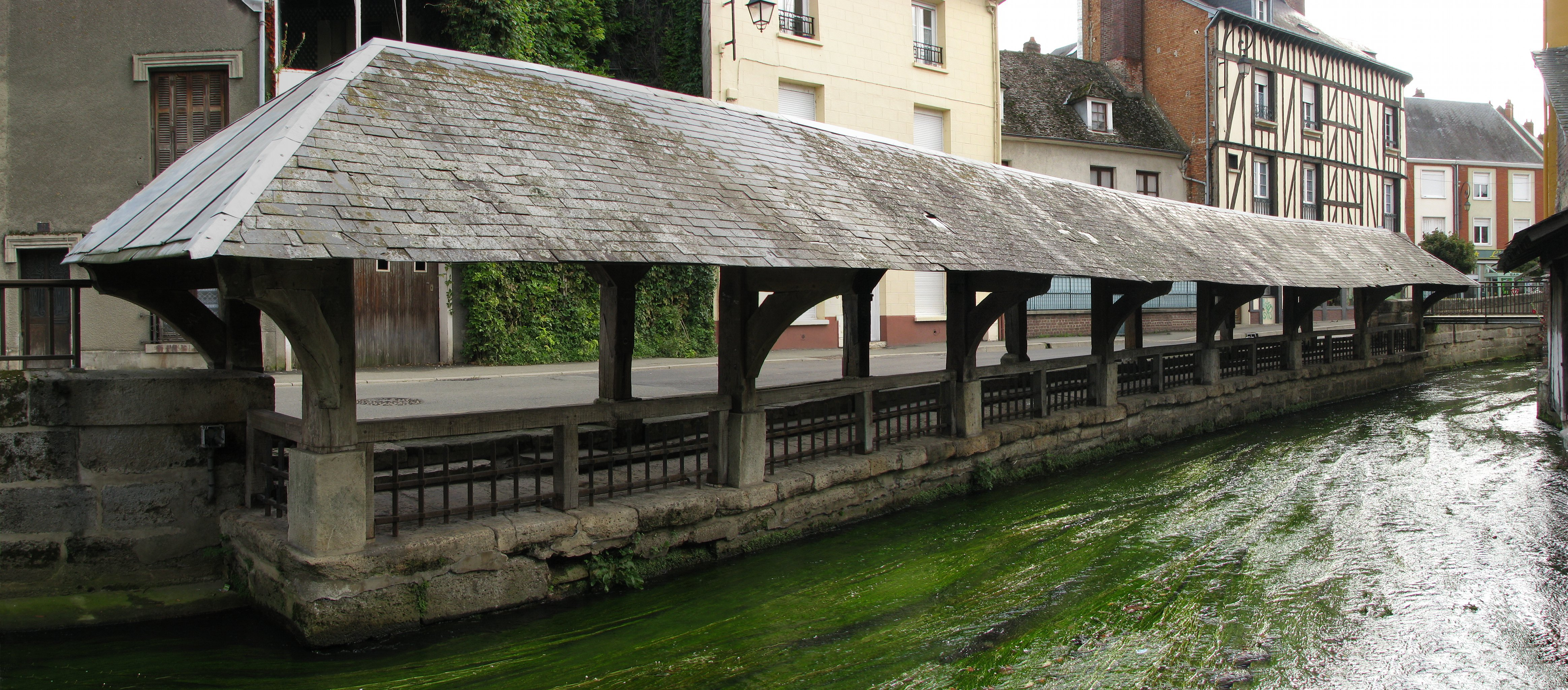
Lavatoio, visto da nord ovest

#### Lavatoio
Il lavatoio di Gisors, situato tra la riva del fiume Epte e rue des Argillières, risale al XV secolo. È stato costruito in pietra calcarea e legno a graticcio, mentre il tetto è interamente ricoperto di ardesia. È classificato Monumento storico dal 1927.

### Architetture militari

#### Castello di Gisors

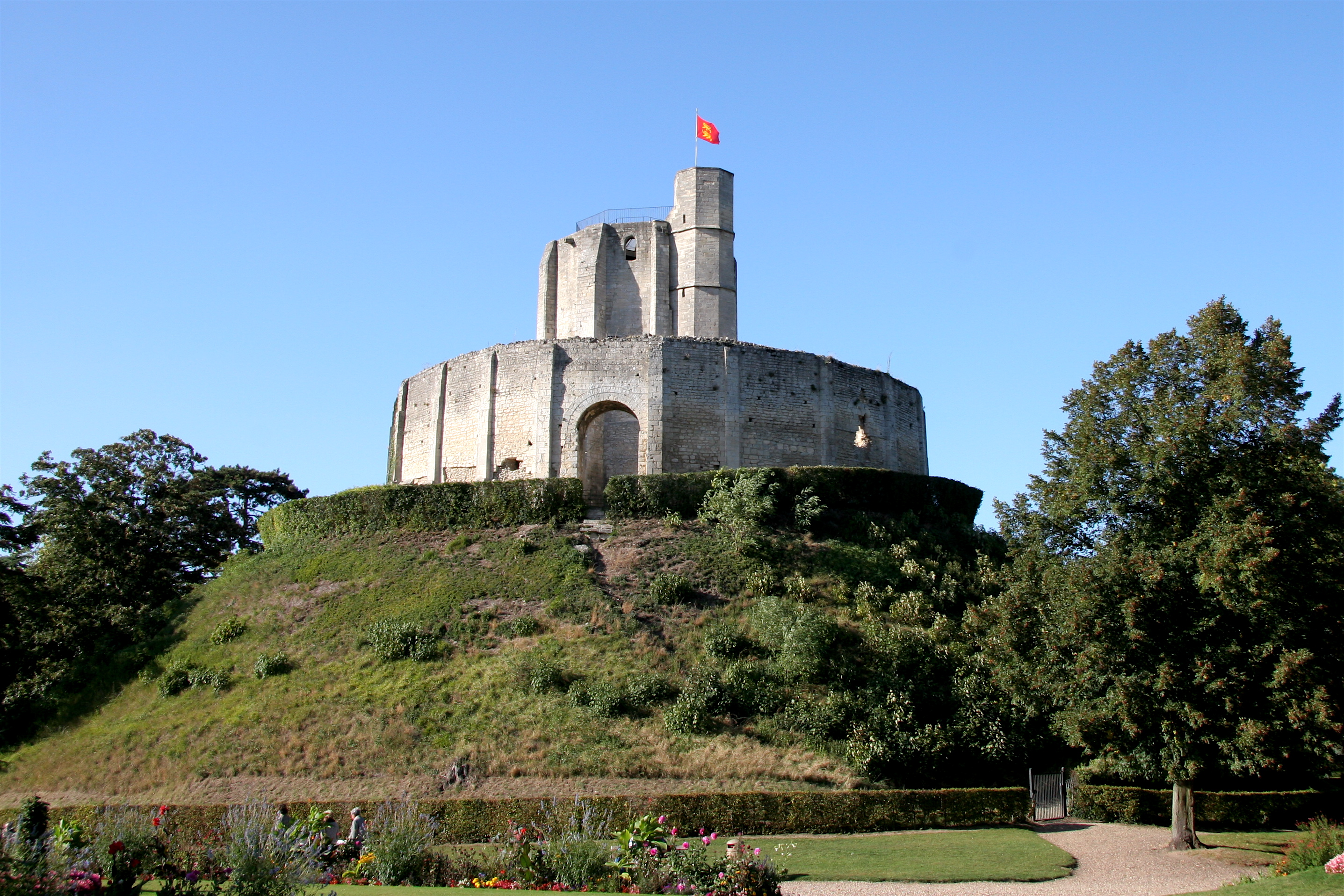
Castello di Gisors

Il castello di Gisors è una costruzione del 1097 voluta da Guglielmo II d'Inghilterra e affidata a Roberto II di Bellême, reggente del Ducato di Normandia, il cui dongione occupa una motta castrale.
È famoso per la leggenda popolare del tesoro dei Templari che vi sarebbe nascosto ma i Templari ne ebbero la responsabilità solo tra il 1158 e il 1160 (anni dopo la creazione dell'Ordine). Quattro dignitari dell'Ordine, tra i quali il Gran maestro Jacques de Molay, vi furono brevemente tenuti prigionieri nel 1314, quando l'Ordine era già stato sciolto.
Negli anni quaranta del XX secolo, il guardiano del castello, Roger Lhomoy, intraprese numerosi scavi sotterranei che finirono per destabilizzare la motta castrale e provocare crepe nel dongione. L'uomo affermò di aver scoperto delle stanze sotterranee e una cappella contenente il favoloso tesoro. Sul posto accorsero il sindaco e diversi residenti ma il passaggio sotterraneo era così profondo che nessuno volle scendere. Al guardiano fu ordinato di riempire gli scavi e nessuno poté verificare le sue dichiarazioni.
Gli scavi organizzati nel 1964 dal ministero della Cultura per ritrovare il tesoro dei Templari, su segnalazione di Roger Lhomoy, non portarono a nulla. Le fondamenta del castello furono fortemente destabilizzate da queste ricerche.
Una galleria sotterranea collegherebbe il castello alla torre della Regina Bianca, situata a Neaufles-Saint-Martin, a 3 km dal castello di Gisors.
Il castello di Gisors è classificato Monumento storico dal 1862.

## Infrastrutture e trasporti

### Ferrovie
Gisors è servita da propria stazione ferroviaria della linea J del Transilien.